# پازیتونیان
پازیتونیان (به لاتین: Hyliidae) یک تیره از پرندگان گنجشک‌سان است که تنها دارای دو گونه است، پازیتونی سبز (Hylia prasina) و پازیتونی چرخ‌ریسکی (Polidornis rushiae). شباهت‌های فیزیولوژیکی و مطالعات تبارزایی مولکولی به شدت از ایجاد این تیره پشتیبانی می‌کند.
برخی از مقامات طبقه‌بندی کل خانواده را در سسکان آفریقایی (Macrosphenidae) قرار می‌دهند.
پازیتونیان پرندگان آوازخوان کوچک و حشره‌خوار هستند که در مناطق گرمسیری آفریقا یافت می‌شوند. آنها در زیراشکوب جنگل‌های نمناک استوایی حضور دارند.